# 细叶羽藓
细叶羽藓（学名：[Thuidium lepidoziaceum] 错误：{{Lang}}：文本有斜体标记（帮助））为羽藓科羽藓属下的一个种。

## 扩展阅读
- 維基物種上的相關：细叶羽藓